# Jack Coker
John Albert „Jack“ Coker  (* 1929 in South Bend (Indiana); † 5. Juni 2016) war ein US-amerikanischer Jazzpianist und Musikpädagoge.

## Leben und Wirken
Coker studierte an der Indiana University und spielte in den 1950er-Jahren mit Jazzgrößen wie Wes Montgomery und Slide Hampton. 1955 nahm er für Fantasy Records das Album Modern Music from Indiana University auf, an dem u. a. Monk Montgomery mitwirkte. Im folgenden Jahr entstand ein Livemitschnitt mit Wes Montgomery (erschienen 2015 auf dem Album In the Beginning: Early Recordings from 1949-1958 bei Resonance Records). In späteren Jahren war er als Begleitmusiker für Entertainer wie Sammy Davis Jr., Red Skelton, Vikki Carr und The Modernaires tätig; außerdem spielte er in den Orchestern von Woody Herman, Nelson Riddle und Tex Beneke. In den 1960ern trat er auch auf dem Concord Jazz Festival auf; in den 1990er-Jahren lehrte er Jazzpiano und Musiktheorie an der University of North Carolina at Asheville.